# Solinger FC 1895
Der Solinger Fußballclub 1895 e. V. (kurz: FC Solingen 95) war ein Sportverein aus Solingen. Die erste Fußballmannschaft nahm einmal an der Westdeutschen Fußballmeisterschaft teil.

## Geschichte
Der Verein wurde im Jahre 1895 gegründet. Sportlich gehörte der Verein ab 1906 der seinerzeit höchsten Spielklasse, der A-Klasse Berg an. 1913 sicherten sich die Solinger durch einen 2:0-Finalsieg über den VfvB Ruhrort die Meisterschaft des Rheinischen Nordkreis und qualifizierte sich für die Westdeutsche Meisterschaft 1913, wo die Mannschaft im Halbfinale mit 1:2 an Arminia Bielefeld scheiterte. In den folgenden Jahren pendelte die Mannschaft zwischen höchster und zweithöchster Spielklasse. Ab 1939 bildete der Verein mit dem Lokalrivalen BSV Solingen 98 eine Spielgemeinschaft.
Nach Kriegsende spielte der Verein zunächst auf Kreisebene und schaffte im Jahre 1951 den Aufstieg in die Bezirksklasse. 1953 ging es wieder runter in die Kreisklasse, wo der sofortige Wiederaufstieg gelang. Mit einer überwiegend aus Eigengewächsen bestehenden Mannschaft gelang 1956 als Vizemeister hinter der SpVgg Hilden der Aufstieg in die Landesliga. Gleich in der Aufstiegssaison erreichten die Solinger einen 12:0-Sieg über den SV Mönchengladbach. 1961 folgte der Abstieg in die Bezirksklasse, die fortan zur sportlichen Heimat des Vereins wurde. Am 24. April 1970 fusionierte der FC Solingen 95 mit dem BSV Solingen 98 zum Solinger SC 95/98.

## Persönlichkeiten
- Werner Tönges